# Podrzecze (Petite-Pologne)
Pour les articles homonymes, voir Podrzecze.
Podrzecze est une localité polonaise de la gmina de Podegrodzie, située dans le powiat de Nowy Sącz en voïvodie de Petite-Pologne.